# Albepierre-Bredons
Albepierre-Bredons (wym. [albəpjɛrə-bɾədõ]) – miejscowość i gmina we Francji, w regionie Owernia-Rodan-Alpy, w departamencie Cantal.
Według danych na rok 1990 gminę zamieszkiwało 266 osób, a gęstość zaludnienia wynosiła 8 osób/km² (wśród 1310 gmin Owernii Albepierre-Bredons plasuje się na 587. miejscu pod względem liczby ludności, natomiast pod względem powierzchni na miejscu 168.).

## Bibliografia

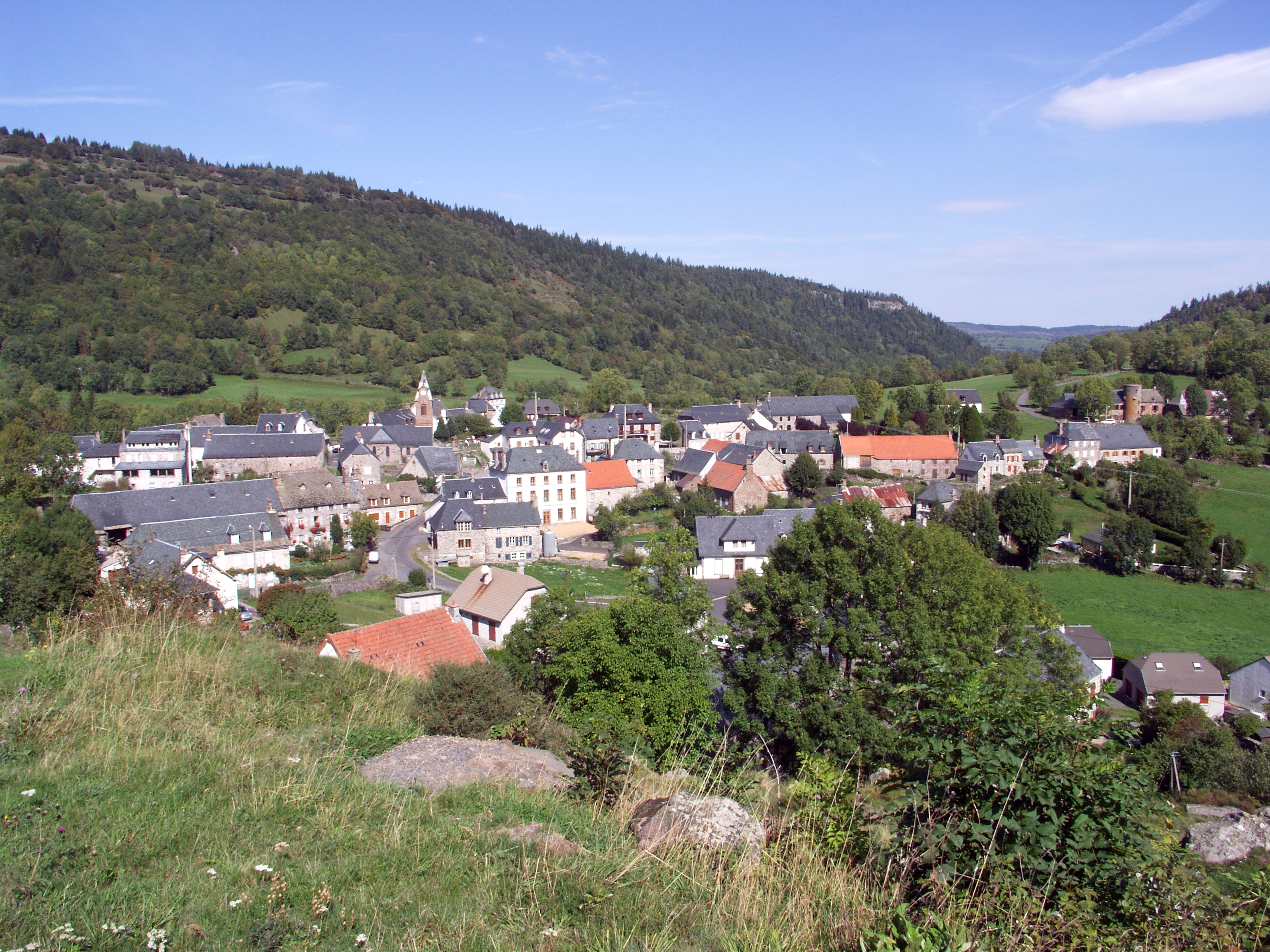
Albepierre-Bredons